# LaGrange (Georgia)
LaGrange – miasto w Stanach Zjednoczonych, w stanie Georgia, siedziba administracyjna hrabstwa Troup.

## Miasta partnerskie
- Craigavon, Irlandia Północna
- Poti, Gruzja
- Aso, Japonia